# نبرد دکل
نبرد دکل یا ذات‌الصواری (به عربی: معركة ذات الصواري) نبردی دریایی است که در سال ۳۵ ه. ق برابر با ۶۵۵م بین مسلمان و امپراتوری روم شرقی درگرفت که با پیروزی مسلمانان به پایان رسید. این نبرد پایان اقتدار نیروی دریایی رومیان شرقی بر دریای مدیترانه و همچنین نخستین نبرد جدی دریایی مسلمانان به شمار می‌رود.